# Bangladeschische Cricket-Nationalmannschaft in den West Indies in der Saison 2014
Die Tour der bangladeschischen Cricket-Nationalmannschaft in die West Indies in der Saison 2014 fand vom 20. August bis zum 17. September 2014 statt. Die internationale Cricket-Tour war Teil der internationalen Cricket-Saison 2014. Sie umfasste drei ODIs, ein Twenty20 und zwei Test Matches. Die West Indies gewannen die ODI-Serie 3–0 und die Testserie 2–0, während das Twenty20 aufgrund von Regen abgebrochen werden musste.

## Vorgeschichte
Für die West Indies war es die zweite Heimtour der Saison, nachdem zuvor gegen Neuseeland die Testserie verloren und die Twenty20-Serie unentschieden geendet hatte. Bangladesch trug zuvor eine Heimtour gegen Indien aus, in der die ODI Serie verloren wurde. Das letzte aufeinandertreffen der beiden Mannschaften fand beim ICC World Twenty20 2014 in der Super 10-Runde statt in der die West Indies deutlich gewannen und anschließend ins Halbfinale einzogen. Direkt vor der Tour trat der west-indische Coach Ottis Gibson von seinem Amt zurück.

## Stadien
Die folgenden Stadien wurden für die Tour als Austragungsort vorgesehen und am 23. März 2014 festgelegt.
| Stadt        | Land                           | Stadion                  | Kapazität | Spiele         |
| ------------ | ------------------------------ | ------------------------ | --------- | -------------- |
| St. George’s | Grenada                        | Grenada National Stadium | 20.000    | 1. & 2. ODI    |
| Basseterre   | St. Kitts und Nevis            | Warner Park Stadium      | 10.000    | 3. ODI; 1. T20 |
| Gros Islet   | Saint Lucia                    | Beausejour Stadium       | 20.000    | 2. Test        |
| Kingstown    | St. Vincent und die Grenadinen | Arnos Vale Stadium       | 18.000    | 1. Test        |

## Kaderlisten
Bangladesch benannte seinen ODI-Kader am 24. Juli, und seinen Testkader am 1. September 2014.
West Indies benannten ihren ODI-Kader am 9. August, und seinen Test-Kader am 29. August 2014.
| Test | Test | ODI | ODI | Twenty20 | Twenty20 |
| West Indies | Bangladesch | West Indies | Bangladesch | West Indies | Bangladesch |
| --- | --- | --- | --- | --- | --- |
| - Denesh Ramdin (K & wk) - Chris Gayle - Kraigg Brathwaite - Kirk Edwards - Darren Bravo - Shivnarine Chanderpaul - Jermaine Blackwood - Kemar Roach - Jerome Taylor - Jason Holder - Shannon Gabriel - Sulieman Benn - Shane Shillingford - Leon Johnson | - Mushfiqur Rahim (K & wk) - Al-Amin Hossain - Anamul Haque - Imrul Kayes - Mahmudullah - Mohammad Mithun (wk) - Mominul Haque - Nasir Hossain - Rubel Hossain - Robiul Islam - Shafiul Islam - Shamsur Rahman - Shuvagata Hom - Tamim Iqbal - Taijul Islam | - Dwayne Bravo (K) - Darren Bravo - Kirk Edwards - Chris Gayle - Jason Holder - Nikita Miller - Sunil Narine - Kieron Pollard - Denesh Ramdin (wk) - Ravi Rampaul - Kemar Roach - Darren Sammy - Lendl Simmons | - Mushfiqur Rahim (K & wk) - Abdur Razzak - Al-Amin Hossain - Anamul Haque - Imrul Kayes - Mahmudullah - Mashrafe Mortaza - Mithun Ali - Mominul Haque - Nasir Hossain - Rubel Hossain - Shamsur Rahman - Sohag Gazi - Tamim Iqbal - Taskin Ahmed | - Darren Sammy (K) - Sulieman Benn - Christopher Barnwell - Dwayne Bravo - Sheldon Cottrell - Andre Fletcher (wk) - Chris Gayle - Sunil Narine - Kieron Pollard - Denesh Ramdin (wk) - Andre Russell - Krishmar Santokie - Lendl Simmons - Dwayne Smith | - Mushfiqur Rahim (K & wk) - Abdur Razzak - Al-Amin Hossain - Anamul Haque - Imrul Kayes - Mahmudullah - Mashrafe Mortaza - Mithun Ali - Mominul Haque - Nasir Hossain - Rubel Hossain - Shamsur Rahman - Sohag Gazi - Taijul Islam - Tamim Iqbal - Taskin Ahmed |

## Tour Matches
| 17. August Scorecard | Saint Andrew | Bangladeshis 322-6 (50)           | – | Grenada 227-9 (50) |
|                      |              | Bangladeshis gewinnen mit 95 Runs |   |                    |

| 30. August – 1. September Scorecard | Basseterre | Bangladeshis 377-7d (103.3) & 148-4 (36) | – | St Kitts and Nevis 399 (127) |
|                                     |            | Remis                                    |   |                              |

## One-Day Internationals

### Erstes ODI in St. George’s
| 20. August Scorecard | St. George’s | Bangladesch 217-9 (50)             | – | West Indies 219-7 (39.4) |
|                      |              | West Indies gewinnen mit 3 Wickets |   |                          |

### Zweites ODI in St. George’s
| 22. August Scorecard | St. George’s | West Indies 247-7 (50)            | – | Bangladesch 70 (24.4) |
|                      |              | West Indies gewinnen mit 177 Runs |   |                       |

### Drittes ODI in Basseterre
| 25. August Scorecard | Basseterre | West Indies 338-7 (50)           | – | Bangladesch 247-8 (50) |
|                      |            | West Indies gewinnen mit 91 Runs |   |                        |

## Twenty20 International in Basseterre
| 27. August Scorecard | Basseterre | Bangladesch 31-0 (4.4) | – | West Indies |
|                      |            | No Result              |   |             |

## Tests

### Erster Test in Kingstown
| 5. – 9. September Scorecard | Kingstown | West Indies 484-7d (160) & 13-0 (2.4) | – | Bangladesch 182 (71.4) & 314 (113.3) (f/o) |
|                             |           | West Indies gewinnen mit 10 Wickets   |   |                                            |

### Zweiter Test in Gros Islet
| 13. – 17. September Scorecard | Beausejour Stadium | West Indies 380 (124) & 269-4d (77) | – | Bangladesch 161 (62.3) & 192 (77.4) |
|                               |                    | West Indies gewinnen mit 296 Runs   |   |                                     |

## Statistiken
Die folgenden Cricketstatistiken wurden bei dieser Tour erzielt.
| Tests                  | Tests       | Tests   | Tests   | Tests   | Tests   | Tests   | Tests   | Tests   |
| Batting                | Batting     | Batting | Batting | Batting | Batting | Batting | Batting | Batting |
| Spieler                | Mannschaft  | Spiele  | Innings | Runs    | Average | HS      | 100s    | 50s     |
| ---------------------- | ----------- | ------- | ------- | ------- | ------- | ------- | ------- | ------- |
| Kraigg Brathwaite      | West Indies | 2       | 4       | 324     | 108,00  | 212     | 1       | 1       |
| Shivnarine Chanderpaul | West Indies | 2       | 3       | 270     |         | 101*    | 1       | 2       |
| Mushfiqur Rahim        | Bangladesch | 2       | 4       | 179     | 59,66   | 116     | 1       | 0       |
| Tamim Iqbal            | Bangladesch | 2       | 4       | 166     | 41,50   | 64      | 0       | 2       |
| Mohammad Mahmudullah   | Bangladesch | 2       | 4       | 126     | 31,50   | 66      | 0       | 2       |
| Bowling                |             |         |         |         |         |         |         |         |
| Spieler                | Mannschaft  | Spiele  | Overs   | Wickets | Average | BBI     | 5W      | 10W     |
| Sulieman Benn          | West Indies | 2       | 93.1    | 14      | 12,42   | 5/39    | 2       | 0       |
| Kemar Roach            | West Indies | 2       | 70.4    | 11      | 16,36   | 5/42    | 1       | 0       |
| Taijul Islam           | Bangladesch | 2       | 98      | 8       | 38,62   | 5/135   | 1       | 0       |
| Jerome Taylor          | West Indies | 2       | 64.3    | 7       | 27,14   | 3/39    | 0       | 0       |
| Shannon Gabriel        | West Indies | 2       | 56      | 5       | 29,60   | 2/25    | 0       | 0       |

| ODIs             | ODIs        | ODIs    | ODIs    | ODIs    | ODIs    | ODIs    | ODIs    | ODIs    |
| Batting          | Batting     | Batting | Batting | Batting | Batting | Batting | Batting | Batting |
| Spieler          | Mannschaft  | Spiele  | Innings | Runs    | Average | HS      | 100s    | 50s     |
| ---------------- | ----------- | ------- | ------- | ------- | ------- | ------- | ------- | ------- |
| Denesh Ramdin    | West Indies | 3       | 3       | 277     | 92,33   | 169     | 1       | 1       |
| Darren Bravo     | West Indies | 3       | 3       | 184     | 61,33   | 124     | 1       | 1       |
| Kieron Pollard   | West Indies | 3       | 3       | 125     | 41,66   | 89      | 0       | 1       |
| Tamim Iqbal      | Bangladesch | 3       | 3       | 118     | 39,33   | 55      | 0       | 1       |
| Anamul Haque     | Bangladesch | 3       | 3       | 116     | 38,66   | 109     | 1       | 0       |
| Bowling          |             |         |         |         |         |         |         |         |
| Spieler          | Mannschaft  | Spiele  | Overs   | Wickets | Average | BBI     | 5W      | 10W     |
| Al-Amin Hossain  | Bangladesch | 3       | 28.4    | 10      | 17,00   | 4/51    | 0       | 0       |
| Ravi Rampaul     | West Indies | 3       | 25.4    | 7       | 14,00   | 4/29    | 0       | 0       |
| Dwayne Bravo     | West Indies | 3       | 12      | 5       | 12,80   | 4/32    | 0       | 0       |
| Mashrafe Mortaza | Bangladesch | 3       | 28      | 5       | 26,00   | 3/39    | 0       | 0       |
| Sunil Narine     | West Indies | 3       | 27      | 4       | 18,25   | 3/13    | 0       | 0       |
| Kemar Roach      | West Indies | 3       | 25      | 4       | 28,75   | 3/19    | 0       | 0       |

## Player of the Series
Als Player of the Series wurden die folgenden Spieler ausgezeichnet.
| Serie | Player of the Series |
| ----- | -------------------- |
| Test  | Kraigg Brathwaite    |
| ODI   | Denesh Ramdin        |

### Player of the Match
Als Player of the Match wurden die folgenden Spieler ausgezeichnet.
| Spiel   | Player of the Match    |
| ------- | ---------------------- |
| 1. ODI  | Kieron Pollard         |
| 2. ODI  | Sunil Narine           |
| 3. ODI  | Denesh Ramdin          |
| 1. Test | Kraigg Brathwaite      |
| 2. Test | Shivnarine Chanderpaul |